# Chiesa di San Mattia (Bologna)
La chiesa di San Mattia è una chiesa sconsacrata di Bologna che sorge in via Sant'Isaia 14.
Dal dicembre 2014 il Ministero per i beni e le attività culturali la gestisce tramite il Polo museale dell'Emilia-Romagna, nel dicembre 2019 divenuto Direzione regionale Musei.

## Storia
Fu fatta erigere per volere delle monache di San Mattia, emanazione delle monache di Santa Maria del Monte della Guardia custodi del Basilica di San Luca. Fino al 1357, risiedevano in un convento posto appena fuori porta Saragozza che fu però distrutto durante gli scontri tra i bolognesi e i Visconti. Dopo alcuni anni di esodo, ricostituirono un nuovo convento in via Sant'Isaia riutilizzando delle case di loro proprietà e altre acquisizioni.
Come parte del nuovo convento, tra il 1575 e il 1588 Pietro Fiorini realizzò l'attuale chiesa di San Mattia, seguendo un progetto di Antonio Morandi, detto Il Terribilia.
Il nuovo complesso religioso di via Sant'Isaia godette di grande prestigio in città, dovuto anche al fatto che l'immagine della Beata Vergine di San Luca vi si fermava due giorni durante la sua annuale processione.

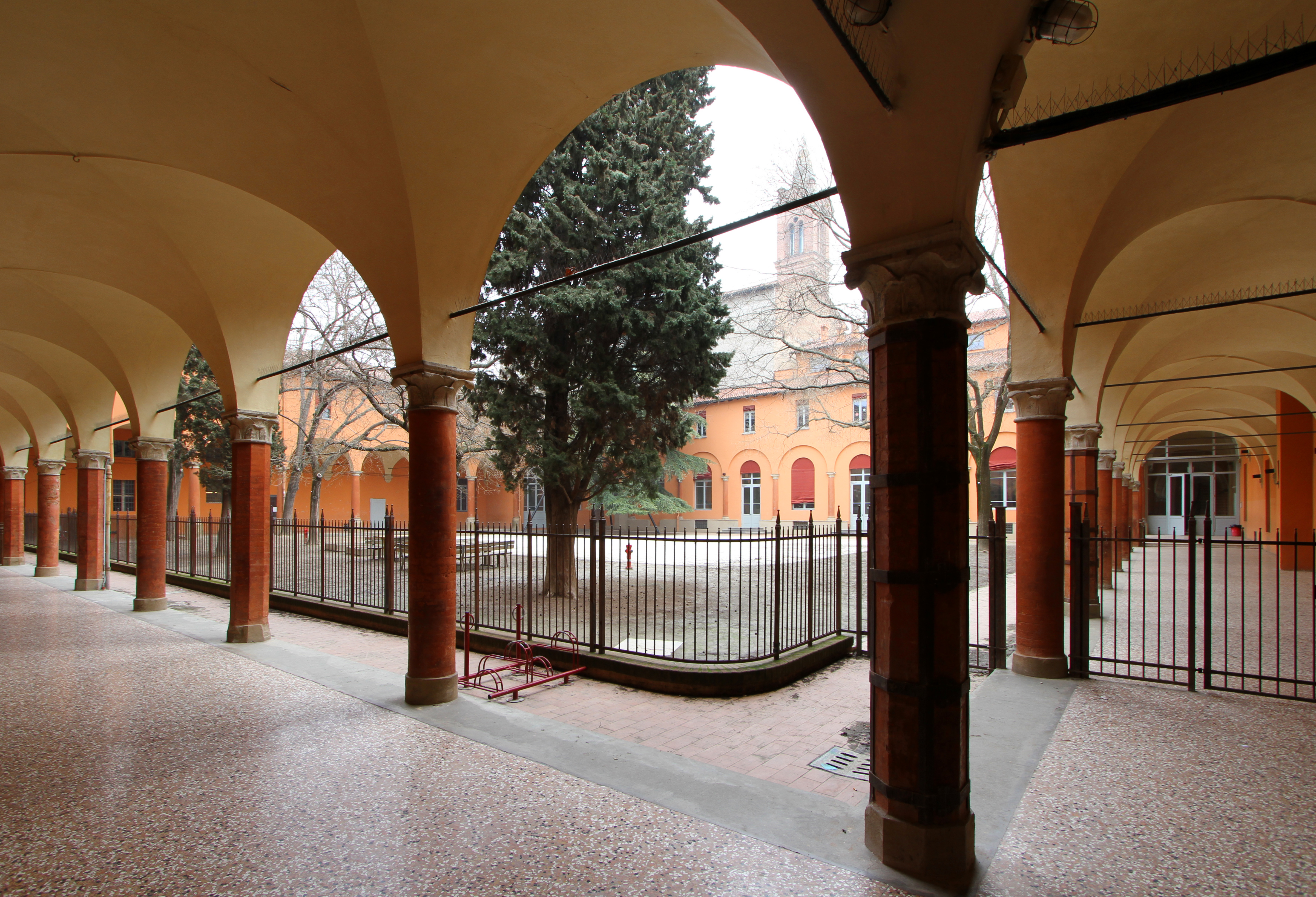
Il chiostro dell'ex monastero come si presenta oggi

Nel Settecento la chiesa di San Mattia fu ristrutturata, soprattutto nell'apparato decorativo che divenne più fastoso, mentre la struttura architettonica subì modifiche minori.
A seguito delle guerre napoleoniche il convento fu soppresso nel 1799 e ceduto a privati. A partire dagli anni '30 dell'Ottocento e fino ai nostri giorni, il comune di Bologna lo ha utilizzato come sede scolastica.
La chiesa fu sconsacrata e venne adibita a magazzino finché alla fine degli anni '70 non fu ceduta dal comune, insieme a parte dell'ex convento, alla sovrintendenza per i beni architettonici dell'Emilia Romagna. Quest'ultima ne diresse il restauro, iniziato nel 1981 e concluso nel 1994, e l'ha gestita come luogo per eventi culturali. È aperta al pubblico in occasione di mostre o convegni.
Nei locali dell'ex convento hanno sede l'Istituto Storico Parri Emilia-Romagna e il Museo della Resistenza di Bologna.